# Reichsvertretung der Deutschen Juden
La Reichsvertretung der Deutschen Juden, «Representación en el Reich de los judíos alemanes», fue una organización nacional judía fundada en Alemania el 17 de septiembre de 1933 con el objetivo de aglutinar a todas las agrupaciones judías existentes para hacer un frente común en defensa de sus intereses ante el nazismo. Sus principales directivos fueron el rabino de Berlín, Leo Baeck, y Otto Hirsch.

## Características
La Reichsvertretung ayudó a los judíos alemanes a organizar la autoayuda, estableció sistemas de asistencia social, cursos de recapacitación profesional para los funcionarios despedidos (echados de acuerdo con la Law for the Restoration of the Professional Civil Service, aprobada el 7 de abril de 1933), preparó la emigración y construyó escuelas e instituciones para la enseñanza de distintos niveles educativos dedicadas a estudiantes judíos. De esta manera, la  Reichsvertretung intentó desarrollar, hasta cierto punto, una respuesta a la política racial del nazismo.
Con la aprobación de las Leyes de Nuremberg en 1935, la Reichsvertretung fue obligada a cambiarse de nombre, quedando como Reichsvertretung der Juden in Deutschland («Delegación en el Reich de los judíos alemanes»). El mismo año, el periódico Israelitisches Familienblatt, que se acababa de trasladar a Berlín, se convirtió en el órgano de prensa de la Reichsvertretung. Tras la Noche de los cristales rotos en 1938 la Reichsvertretung se vio obligada a cambiarse otra vez de nombre, ahora como Reichsverband der Juden in Deutschland (Federación del Reich de los judíos alemanes), adoptando también muchas de las tareas administrativas de las que se hacían cargo hasta el momento muchas de las más pequeñas y pobres congregaciones judías, que habían visto reducido su personal por las detenciones y la emigración. 
En febrero de 1939 se cambió otra vez de nombre, Reichsvereinigung der Juden in Deutschland («Asociación del Reich de los judíos alemanes»), para distinguirse de la recién creada en julio de 1939 Reichsvereinigung der Juden in Deutschland, cuando la Reichssicherheitshauptamt se adjuntó a la antigua Reichsvereinigung, representando los intereses judíos al nivel del Reich, en una rama subordinada - usando el mismo nombre y más o menos el mismo personales  using the same name and more or less the same personnel - de la administración del estado. 
Se hizo entonces responsable de anunciar el cada vez mayor número de discriminaciones a sus miembros, y de supervisar su obediencia. En junio de 1943 la Reichssicherheitshauptamt disolvió a la fuerza la nueva Reichsvereinigung.

## Fuente
- S. Adler-Rudel, Jüdische Selbsthilfe unter dem Naziregime 1933-1939. Spiegel der Reichsvertretung der Juden in Deutschland, Tubinga, 1974.